# Салах, Рифат
Рифат Салах (тат. Рифат Сәлах; полное имя — Рифат Галиевич Салахов (тат. Рифат Гали улы Сәлахов); 8 июля 1987, Новые Чечкабы, Буинский район, ТАССР, РСФСР, СССР) — татарский поэт, переводчик, журналист, член Союза писателей Татарстана с 2008 года. Лауреат республиканской премии имени Мусы Джалиля (2023).

## Биография
Рифат Галиевич Салахов родился 8 июля 1987 года в селе Новые Чечкабы Буинского района ТАССР. Окончил среднюю школу в родном селе и в 2004—2009 годах учился на юридическом факультете Казанского государственного университета.

## Творчество
Рифат Салах начал интересоваться языком и литературой ещё в школе. Первое стихотворение написал в пятом классе. Учась в десятом-одиннадцатом классах, начал печататься в районной газете. Участвовал в олимпиадах по языку и литературе.
Начал активно сочинять с 2004 года. Получил опыт в литературно-творческом объединении «Аллюки» Казанского государственного университета. В 2007—2009 годах был руководителем студенческой части этого объединения.
Будучи студентом, участвовал в издании татарской студенческой газеты Казанского государственного университета «Тәрәзә». В 2006—2009 годах работал заместителем главного редактора этой газеты.
Занимал призовые места различных поэтических конкурсов. Стихи регулярно публикуются в печати, статьи Рифата публикуются в газетах «Безнең гәҗит», «Мәдәни җомга», «Татарстан яшьләре».
Переводил на татарский язык стихи азербайджанской поэтессы Соны Валиевой. В апреле 2016 года вышла книга переводов «Аразбары».

## Работа
- В марте-апреле 2009 года — юрист в газете «Акчарлак».
- 2009—2010 — редактор отдела в журнале «Идел[тат.]».
- 2011—2012 — редактор отдела в газете «Шәһри Казан[тат.]».
- 2012—2013 — главный редактор газеты «Дарелфөнүн».
- 2013—2014 — руководитель пресс-центра Союза писателей Татарстана.
- С 2016 года редактор в Татарском книжном издательстве.

## Награды
- 2013 — премия имени Намыка Кемаля Союза писателей Турции
- 2015 — Почетная Грамота Министерства Культуры Республики Татарстан
- 2020 — премия Сажиды Сулеймановой[тат.] (поощрительная премия) — за сборник стихов «Белый ангел»[2]
- 2023 — Республиканская премия имени Мусы Джалиля[3]